# Rajadesa (plaats)
Rajadesa is een bestuurslaag in het regentschap Ciamis van de provincie West-Java, Indonesië. Rajadesa telt 3132 inwoners (volkstelling 2010).